# Ouro branco
Ouro branco é uma liga composta por ouro e metais brancos, como prata, paládio ou níquel.
Também pode ser composta por ouro e ródio, de modo a criar um maior brilho. Estes dois metais podem também ser encontrados naturalmente ligados.
Desenvolvido originalmente para ser uma alternativa à platina, o ouro branco conquistou seu espaço próprio na joalheria.
O ouro puro (24 quilates) é dúctil demais para ser utilizado em joalheria. Assim, diferentes ligas são compostas para conferir as propriedades mecânicas desejadas. Além disso, os metais adicionados na liga podem alterar a cor original. Adicionando-se cobre ao ouro, obtém-se uma coloração avermelhada; as ligas de ouro com prata, paládio e níquel tornam-se esbranquiçadas - o ouro branco.
Como a cor da maioria destas ligas é de um amarelo-acinzentado, o ouro branco geralmente recebe um tratamento de galvanização, usualmente chamado "banho de ródio", para dar ao objeto uma cor mais clara. Pela própria natureza do processo, existe um desgaste da galvanização, provenientes de fatores químicos (perfume, suor e outras substâncias que possam reagir com o objeto), exigindo repetição do processo de forma cíclica.

## Níquel como liga metálica
Ligas contendo níquel são amplamente utilizadas em jóias fabricadas em processos de fundição (também conhecido como Processo de Fundição em Cera Perdida), uma vez que têm menor ponto de fusão e dessa forma facilitando o manuseio/produção e permitindo redução de custos de produção. O preço desse tipo de liga é substancialmente menor do que o paládio, por exemplo.
São mais resistentes, porém menos desejáveis, por eventualmente causarem dermatite (alergia).

## Paládio como liga metálica
Também conhecido como Ouro Branco Paladinado, as ligas contendo paládio são consideradas nobres, por ser um metal extremamente valioso e de maior pureza, similar à platina. De fato, o metal é tão raro quanto a platina, tendo ponto de fusão mais alta do que as outras similares, e portanto, dificultando sua utilização em processos de fabricação por fundição de jóias e outros objetos de ouro.
Entre outras vantagens dessa liga, o maior benefício para os seus usuários está na aderência macia de metais que utilizam essa liga, ambos na fabricação e utilização de jóias com esse tipo de liga. Geralmente não causam dermatite, sintoma que ocorre com alguma frequência com outras ligas, como as de níquel.
Sua principal desvantagem está nos custos de fabricação de jóias, já que é melhor empregada/utilizada em técnicas manuais de manufatura (devido aos seus elevados preços e altos pontos de fusão nas fornalhas), ao invés de produções em larga escala, onde o níquel é mais empregado.